# 斯普林菲尔德镇区 (俄亥俄州威廉姆斯县)
斯普林菲尔德镇区是美国俄亥俄州威廉姆斯县的一个镇区。2000年人口普查是该镇区共有2,958人，其中841人住在镇区的未建制地区。
这是全州范围内七个斯普林菲尔德镇区之一。

## 地理
斯普林菲尔德镇区位于威廉姆斯县的东南角，与以下镇区接壤：
- Brady Township - 北
- German Township, Fulton County - 东北
- Ridgeville Township, Henry County - 东
- Adams Township, Defiance County - 东南角
- Tiffin Township, Defiance County - 南
- Washington Township, Defiance County - 西南角
- Pulaski Township - 西
- Jefferson Township - 西北角

The village of Stryker is located in northern Springfield Township.

## 政府
镇区有3人组成的理事会管理。理事会理事选举在奇数年11月举行，并在来年1月1日开始四年任期。两名理事的选举在总统选举后一年举行，另一名的选举在总统选举前一年举行。镇区财务官亦由选举产生，与一名镇区理事选举同时举行，不过在来年4月1日才开始四年任期。若财务官或理事职位有空缺，将由剩余理事填补。